# GSC3998-2321
GSC3998-2321 — хімічно пекулярна зоря спектрального класу B8, що має видиму зоряну величину в смузі V приблизно  9,4.
Вона  розташована на відстані близько 2787,7 світлових років від Сонця.

## Пекулярний хімічний склад
Зоряна атмосфера GSC3998-2321 має підвищений вміст 
Si
.